# Championnat du Japon de football de deuxième division 2005
Navigation
J2 League 2004 J2 League 2006
Le Championnat du Japon de football de deuxième division 2005 est la 7e édition de la J.League 2. Le championnat a débuté le 5 mars 2005 et s'est achevé le 3 décembre 2005.
Les trois meilleurs du championnat sont promus en J.League 2006.

## Les clubs participants
Les équipes classées de la 3e à la 12e place de la J2 League 2004 et les 1er et 3e de JFL 2004 participent à la compétition.
| Club               | Dernière montée | Ville     | Classement 2004 | Entraîneur          | Depuis | Stade                            | Capacité | Nombre de saisons |
| ------------------ | --------------- | --------- | --------------- | ------------------- | ------ | -------------------------------- | -------- | ----------------- |
| Avispa Fukuoka     | 2002            | Fukuoka   | 3e              | Hiroshi Matsuda     | 2003   | Level5 Stadium                   | 22 563   | 4                 |
| Montedio Yamagata  | -               | Yamagata  | 4e              | Jun Suzuki          | 2004   | Stade du parc Yamagata           | 20 315   | 7                 |
| Kyoto Purple Sanga | 2004            | Kyoto     | 5e              | Koichi Hashiratani  | 2004   | Stade athlétique de Nishikyogoku | 20 588   | 3                 |
| Vegalta Sendai     | 2004            | Sendai    | 6e              | Zdenko Verdenik     | 2003   | Stade de Sendai                  | 19 694   | 5                 |
| Ventforet Kōfu     | 1999            | Kōfu      | 7e              | Hideki Matsunaga    | 2003   | Kose Sports Park Stadium         | 17 000   | 7                 |
| Yokohama FC        | 2001            | Yokohama  | 8e              | Pierre Littbarski   | 2003   | Stade Yokohama Mitsuzawa         | 15 454   | 5                 |
| Mito HollyHock     | 2000            | Mito      | 9e              | Hideki Maeda        | 2003   | Stade Mito                       | 12 000   | 6                 |
| Shonan Bellmare    | 2000            | Hiratsuka | 10e             | Eiji Ueda           | 2004   | Hiratsuka Stadium                | 18 500   | 6                 |
| Sagan Tosu         | -               | Tosu      | 11e             | Ikuo Matsumoto      | 2004   | Stade de Tosu                    | 24 460   | 7                 |
| Consadole Sapporo  | 2003            | Sapporo   | 12e             | Masaaki Yanagishita | 2004   | Sapporo Dome                     | 41 484   | 5                 |
| Tokushima Vortis   | 2005            | Tokushima | 1er             | Shinji Tanaka       | 1999   | Stade Pocarisweat                | 17 924   | 1                 |
| Thespa Kusatsu     | 2005            | Kusatsu   | 3e              | Satoshi Tezuka      | 2005   | Stade Shoda Shoyu Gunma          | 15 253   | 1                 |

- Promu de la JFL 2004

### Localisation des clubs
| \| Clubs du Grand Tokyo · Ventforet Kōfu (Yamanashi) · Shonan Bellmare (Kanagawa) · Mito HollyHock (Ibaraki) · Yokohama FC (Kanagawa) Grand Tokyo Consadole Sapporo Kyoto Purple Sanga Vegalta Sendai Avispa Fukuoka Sagan Tosu Montedio Yamagata Tokushima Vortis Thespa Kusatsu \| Localisation des clubs engagés dans le championnat. |
| Clubs du Grand Tokyo · Ventforet Kōfu (Yamanashi) · Shonan Bellmare (Kanagawa) · Mito HollyHock (Ibaraki) · Yokohama FC (Kanagawa) Grand Tokyo Consadole Sapporo Kyoto Purple Sanga Vegalta Sendai Avispa Fukuoka Sagan Tosu Montedio Yamagata Tokushima Vortis Thespa Kusatsu                                                           |

| Clubs du Grand Tokyo · Ventforet Kōfu (Yamanashi) · Shonan Bellmare (Kanagawa) · Mito HollyHock (Ibaraki) · Yokohama FC (Kanagawa) Grand Tokyo Consadole Sapporo Kyoto Purple Sanga Vegalta Sendai Avispa Fukuoka Sagan Tosu Montedio Yamagata Tokushima Vortis Thespa Kusatsu |

## Compétition

### Classement
Source : CLASSEMENT J.LEAGUE DIVISION 2 2005 sur transfermarkt.fr
| Rang | Équipe             | Pts | J  | G  | N  | P  | Bp | Bc | Diff |
| ---- | ------------------ | --- | -- | -- | -- | -- | -- | -- | ---- |
| 1    | Kyoto Purple Sanga | 97  | 44 | 30 | 7  | 7  | 89 | 40 | +49  |
| 2    | Avispa Fukuoka     | 78  | 44 | 21 | 15 | 8  | 72 | 43 | +29  |
| 3    | Ventforet Kōfu     | 69  | 44 | 19 | 12 | 13 | 78 | 64 | +14  |
| 4    | Vegalta Sendai     | 68  | 44 | 19 | 11 | 14 | 66 | 47 | +19  |
| 5    | Montedio Yamagata  | 64  | 44 | 16 | 16 | 12 | 54 | 45 | +9   |
| 6    | Consadole Sapporo  | 63  | 44 | 17 | 12 | 15 | 54 | 57 | -3   |
| 7    | Shonan Bellmare    | 54  | 44 | 13 | 15 | 16 | 46 | 59 | -13  |
| 8    | Sagan Tosu         | 52  | 44 | 14 | 10 | 20 | 58 | 58 | 0    |
| 9    | Tokushima Vortis P | 52  | 44 | 12 | 16 | 16 | 60 | 76 | -16  |
| 10   | Mito HollyHock     | 52  | 44 | 13 | 13 | 18 | 41 | 57 | -16  |
| 11   | Yokohama FC        | 45  | 44 | 10 | 15 | 19 | 48 | 64 | -16  |
| 12   | Thespa Kusatsu P   | 23  | 44 | 5  | 8  | 31 | 26 | 82 | -56  |

|  | Promu en J1 League 2005  |
|  | P : Promu de la JFL 2004 |

## Barrage promotion-relégation
Le match oppose le 16e de la première division contre le 3e de la deuxième division un match aller-retour.
| 7 décembre 2005 | Ventforet Kōfu          | 2 - 1   | Kashiwa Reysol | Kose Sports Park Stadium, Kōfu                  |                                                 |
|                 | Kuranuki 26e · Baré 49e | (1 - 1) | 12e Reinaldo   | Spectateurs : 12 372 Arbitrage : Joji Kashihara | Spectateurs : 12 372 Arbitrage : Joji Kashihara |
|                 | Rapport                 |         |                | Spectateurs : 12 372 Arbitrage : Joji Kashihara | Spectateurs : 12 372 Arbitrage : Joji Kashihara |

| 10 décembre 2005 | Kashiwa Reysol             | 2 - 6   | Ventforet Kōfu               | Hitachi Kashiwa Soccer Stadium, Kashiwa          |                                                  |
|                  | Reinaldo 53e · Unozawa 87e | (0 - 2) | 11e 28e 54e 69e 70e 88e Baré | Spectateurs : 12 013 Arbitrage : Masayoshi Okada | Spectateurs : 12 013 Arbitrage : Masayoshi Okada |
|                  | Rapport                    |         |                              | Spectateurs : 12 013 Arbitrage : Masayoshi Okada | Spectateurs : 12 013 Arbitrage : Masayoshi Okada |

## Statistiques

### Meilleurs buteurs
|                    | Buteur            | Club               | Buts | MJ |
| ------------------ | ----------------- | ------------------ | ---- | -- |
| Médaille d'or      | Paulinho          | Kyoto Purple Sanga | 22   | 32 |
| Médaille d'argent  | Baré              | Ventforet Kōfu     | 21   | 38 |
| Médaille de bronze | Gláucio           | Avispa Fukuoka     | 18   | 37 |
| 4                  | Taro Hasegawa     | Ventforet Kōfu     | 17   | 44 |
| 5                  | Tatsunori Arai    | Sagan Tosu         | 17   | 39 |
| 6                  | Takaaki Suzuki    | Sagan Tosu         | 15   | 44 |
| 7                  | Michiaki Kakimoto | Shonan Bellmare    | 15   | 43 |
| 8                  | Alemão            | Kyoto Purple Sanga | 15   | 34 |
| 9                  | Baron             | Vegalta Sendai     | 14   | 35 |
| 10                 | Schwenck          | Vegalta Sendai     | 13   | 38 |